# Євдокія Інґеріна
Євдокія Інґеріна (*Ευδοκία Ιγγερίνα, 837/840 —882/883) — візантійська імператриця.

## Життєпис
Була донькою Інгвара, одного з військовиків варязької гвардії, за походженням свея або нормана. Матір'ю Євдокії була представниця впливового візантійського роду Мартинаків (вели свій родовід від Мартини, дружини імператора Іраклія), можливо донькою Анастасія Мартинакі, логофета, та сестри імператора Михайла II.
Народилася Євдокія між 837 та 840 роками в Константинополі. Виховувалася в іконоборському дусі. У 855 році стає коханкою імператора Михайла III. Це викликало невдоволення впливової матері імператора — Феодори. Тому згодом Михайло III видав заміж Євдокію за одного із своїх фаворитів - Василя Македонянина, а сам оженився з Євдокією Декаполітіссою, але Інґеріна залишилася коханкою імператора.
У 866 Євдокія Інґеріна народила сина Льва, а 867 року — сина Стефана, яких було визнано дітьми Василя, проте є думка, що їхнім батьком був Михайло III. Проте дотепер це питання є дискусійним.
У 867 році чоловік Інґеріни повалив Михаїла III, і сам став імператором. Тоді ж Євдокія отримує титул імператриці. Не мала жодного впливу на чоловіка. У 882 році влаштувала шлюб старшого сина з родичкою Феофано — представницею роду Мартинакі. Невдовзі після цього померла.

## Родина
Чоловік — Василь I, візантійський імператор
Діти:
- Лев (866—912), імператор
- Стефан (867—893), константинопольський патріарх
- Олександр (870—913), імператор
- Анна (пом. 905/912), черниця
- Олена (пом. 905/912), черниця
- Марія (пом. 905/912), черниця